# Municipio de Richland (Nebraska)
El municipio de Richland (en inglés: Richland Township) es un municipio ubicado en el condado de Saunders en el estado estadounidense de Nebraska. En el año 2010 tenía una población de 1320 habitantes y una densidad poblacional de 14,04 personas por km².

## Geografía
El municipio de Richland se encuentra ubicado en las coordenadas 41°5′30″N 96°37′20″O / 41.09167, -96.62222. Según la Oficina del Censo de los Estados Unidos, el municipio tiene una superficie total de 94.01 km², de la cual 93,86 km² corresponden a tierra firme y (0,16 %) 0,15 km² es agua.

## Demografía
Según el censo de 2010, había 1320 personas residiendo en el municipio de Richland. La densidad de población era de 14,04 hab./km². De los 1320 habitantes, el municipio de Richland estaba compuesto por el 98,71 % blancos, el 0,15 % eran afroamericanos, el 0,08 % eran amerindios, el 0,45 % eran de otras razas y el 0,61 % eran de una mezcla de razas. Del total de la población el 0,91 % eran hispanos o latinos de cualquier raza.